# Saison 2010 de la WTA
Vainqueurs des tournois majeurs
Résultats des tournois de tennis organisés par la Women's Tennis Association (WTA) en 2010.
Cette page rassemble les résultats de la saison 2010 de tennis féminin ou WTA Tour 2010 qui est constituée de 57 tournois répartis de la façon suivante :
- 53 sont organisés par la WTA :
  - les tournois WTA Premier : 4 Premier Mandatory (PREMIER*), 5 tournois Premier 5 et 10 tournois Premier ;
  - les tournois WTA International, au nombre de  32;
  - le Masters ou WTA Tour Finals qui réunit les huit meilleures joueuses au classement WTA en fin de saison ;
  - le tournoi international des championnes qui regroupe les huit meilleures joueuses non qualifiées pour le Masters et ayant remporté au moins un tournoi de catégorie International.
- les 4 tournois du Grand Chelem.

À ces compétitions individuelles s'ajoutent 2 compétitions par équipes nationales organisées par l'ITF :
la Fed Cup et la Hopman Cup (compétition mixte qui n'attribue pas de points WTA).

## Nouveautés 2010
- Deux tournois sont ajoutés au calendrier : l'Open de Malaisie et l'Open de Copenhague.
- L'Open de Los Angeles est supprimé, remplacé par le Classic de San Diego, non disputé en 2008 et 2009.

## La saison 2010 en résumé
Elena Dementieva remporte pour la deuxième année de suite le tournoi de Sydney face à Serena Williams et s'installe encore comme l'une des possibles prétendantes pour Melbourne. Le début d'année est surtout marqué par le retour de Justine Henin sur les courts de tennis avec pour objectif de remporter Wimbledon, tournoi du Grand Chelem qui manque toujours à son palmarès. Le tournoi connaît une énorme surprise avec la défaite de Kim Clijsters face à Nadia Petrova, un match où la première passe totalement à côté 6-0, 6-1 ainsi que la défaite de Maria Sharapova dès le premier tour.
Victoria Azarenka menace l'hégémonie de Serena Williams à l'Open d'Australie pour la deuxième année de suite mais échoue malgré une avance de 6-4, 4-0. Justine Henin, elle, se hisse jusqu'en finale et s'incline face à Serena Williams qui remporte son 5e Open d'Australie ainsi que son 12e titre du Grand Chelem. Peu après, elle se blesse au genou et ne revient sur le circuit qu'en mai.
En février, Elena Dementieva remporte l'Open Gaz de France, son deuxième titre de la saison, alors que Victoria Azarenka est défaite en finale de Dubaï par Venus Williams qui remporte son premier tournoi de la catégorie Tier I depuis Charleston en 2004.
Jelena Janković, qui avait beaucoup de mal, trouve son renouveau en remportant l'Open d'Indian Wells face à la Danoise Caroline Wozniacki en mars. Kim Clijsters remporte l'Open de Miami face à Venus Williams en ayant éliminé au passage la tenante du titre Victoria Azarenka dans un match aux conditions très rugueuses.
La saison de terre battue révèle Samantha Stosur et son très gros service kické ainsi que son lift en coup droit qui lui permettent de s'installer comme l'une des favorites au titre et ce malgré Justine Henin et son historique sur la surface. Elena Dementieva et Jelena Janković cherchent aussi leur premier titre majeur. L'Australienne remporte Charleston dans un match à sens unique puis perd en finale de Stuttgart face à Justine Henin. Rome ainsi que Madrid vont connaitre des gagnantes très surprenantes en les personnes de María José Martínez Sánchez et d'Aravane Rezaï. À noter que dans un match épique à Rome, Jelena Janković se débarrasse de Serena Williams après avoir sauvé des balles de matchs et devient aussi la 7e joueuse de l'histoire à battre les deux sœurs Williams dans la même partie de tableau.
Sans grande surprise, les actrices principales de la terre battue avant Roland-Garros ne connaissent pas trop de difficultés à se hisser en deuxième semaine du Grand Chelem. Cependant, María José Martínez Sánchez tombe dès le premier tour, blessée, et Aravane Rezaï ne dépasse pas le stade du 3e tour alors qu'elles avaient remporté les deux plus gros tournois sur terre. Samantha Stosur, dans un tableau très compliqué où elle bat Justine Henin, Serena Williams et Jelena Janković en demi-finale, se retrouve en finale face à Francesca Schiavone, finale qu'elle perd. Schiavone devient la première Italienne à remporter un titre du Grand Chelem. À noter l'abandon d'Elena Dementieva en demi-finale face à l'Italienne alors qu'elle aussi était en belle posture pour capturer son premier titre majeur.
Eastbourne connaît surtout le retour de Kim Clijsters d'une déchirure qui lui avait valu 6 semaines d'inactivité et l'incapacité de jouer la saison du terre mais elle est battue par Victoria Azarenka en quarts de finale.
À Wimbledon, sans grande surprise, Serena Williams remporte le titre, très grande favorite sur le gazon londonien depuis très longtemps. Incontestable no 1 mondiale, elle bat la surprenante finaliste Vera Zvonareva. Le tournoi va connaître néanmoins un fait très marquant avec la chute de Justine Henin, lors du premier set de son huitième de finale face à Kim Clijsters, qui a sérieusement abîmé son coude causant une rupture de ses ligaments. Une très mauvaise nouvelle pour sa deuxième partie de carrière. Elle a continué son match et perdu. On note également le beau parcours jusqu'en demi-finale de la révélation Petra Kvitová.
La deuxième partie de saison est complètement dominée par la Danoise Caroline Wozniacki et marquée surtout par la grande absence des ténors : Justine Henin toujours blessée, Maria Sharapova toujours en convalescence avec son épaule, Serena Williams qui se blesse dans un restaurant et décide de jouer une exhibition qui aggrave la blessure et l'éloigne des courts pour très longtemps, et Vénus Williams qui connait des problèmes à la hanche.
Caroline Wozniacki remporte l'US Open Series avec 3 tournois remportés sur 6 mais n'arrive pas à confirmer à l'US Open malgré son statut de tête de série no 1 pour la première fois dans un tournoi du Grand Chelem, tournoi remporté par Kim Clijsters qui remporte son 3e US Open et titre du Grand-Chelem.
Principalement à cause de l'absence de Serena Williams, Caroline Wozniacki devient no 1 mondiale pour la première fois à Pékin en octobre. La Danoise remporte tous les gros titres jusqu'aux Sony Ericsson Championships qu'elle perd en finale face à Kim Clijsters mais la fin de saison est surtout marquée par de très nombreux rebondissements tels que Maria Sharapova qui a mis un terme à sa saison après de cinglantes défaites à Tokyo et Pékin et surtout la retraite d'Elena Dementieva, l'une des plus grandes figures du circuit féminin.

## Palmarès
Remarque : PREMIER* mentionne les tournois de catégorie Premier Mandatory (toute joueuse dont le classement lui permet d'intégrer la compétition a l'obligation théorique de s'y présenter, sous peine de sanctions financières) par opposition aux épreuves simplement désignées Premier 5 ou Premier (moins prestigieuses et facultatives).

### Simple
| No | Date       | Nom et lieu du tournoi                     | Catégorie | Dotation     | Surface         | Vainqueure           | Finaliste            | Score          |         |
| -- | ---------- | ------------------------------------------ | --------- | ------------ | --------------- | -------------------- | -------------------- | -------------- | ------- |
| 1  | 04/01/2010 | ASB Classic, Auckland                      | Intern'l  | 220 000 $    | Dur (ext.)      | Yanina Wickmayer     | Flavia Pennetta      | 6-3, 6-2       | Tableau |
| 2  | 04/01/2010 | Brisbane International, Brisbane           | Intern'l  | 220 000 $    | Dur (ext.)      | Kim Clijsters        | Justine Henin        | 6-3, 4-6, 7-66 | Tableau |
| 3  | 10/01/2010 | Medibank International, Sydney             | Premier   | 600 000 $    | Dur (ext.)      | Elena Dementieva     | Serena Williams      | 6-3, 6-2       | Tableau |
| 4  | 11/01/2010 | Moorilla International, Hobart             | Intern'l  | 220 000 $    | Dur (ext.)      | Alona Bondarenko     | Shahar Peer          | 6-2, 6-4       | Tableau |
| 5  | 18/01/2010 | Australian Open, Melbourne                 | G. Chelem | 9 264 098 $  | Dur (ext.)      | Serena Williams      | Justine Henin        | 6-4, 3-6, 6-2  | Tableau |
| 6  | 08/02/2010 | Open GDF Suez, Paris                       | Premier   | 700 000 $    | Dur (int.)      | Elena Dementieva     | Lucie Šafářová       | 6-75, 6-1, 6-4 | Tableau |
| 7  | 08/02/2010 | PTT Women's Open, Pattaya                  | Intern'l  | 220 000 $    | Dur (ext.)      | Vera Zvonareva       | Tamarine Tanasugarn  | 6-4, 6-4       | Tableau |
| 8  | 14/02/2010 | Barclays Tennis Championships, Dubaï       | Premier 5 | 2 000 000 $  | Dur (ext.)      | Venus Williams       | Victoria Azarenka    | 6-3, 7-5       | Tableau |
| 9  | 15/02/2010 | M. Keegan & Cellular South Cup, Memphis    | Intern'l  | 220 000 $    | Dur (int.)      | Maria Sharapova      | Sofia Arvidsson      | 6-2, 6-1       | Tableau |
| 10 | 15/02/2010 | Copa BBVA-Colsanitas, Bogota               | Intern'l  | 220 000 $    | Terre (ext.)    | Mariana Duque Mariño | Angelique Kerber     | 6-4, 6-3       | Tableau |
| 11 | 22/02/2010 | Abierto Mexicano Telcel HSBC, Acapulco     | Intern'l  | 220 000 $    | Terre (ext.)    | Venus Williams       | Polona Hercog        | 2-6, 6-2, 6-3  | Tableau |
| 12 | 22/02/2010 | Malaysian Open, Kuala Lumpur               | Intern'l  | 220 000 $    | Dur (ext.)      | Alisa Kleybanova     | Elena Dementieva     | 6-3, 6-2       | Tableau |
| 13 | 01/03/2010 | Abierto Monterrey, Monterrey               | Intern'l  | 220 000 $    | Dur (ext.)      | A. Pavlyuchenkova    | Daniela Hantuchová   | 1-6, 6-1, 6-0  | Tableau |
| 14 | 10/03/2010 | BNP Paribas Open, Indian Wells             | PREMIER*  | 4 500 000 $  | Dur (ext.)      | Jelena Janković      | Caroline Wozniacki   | 6-2, 6-4       | Tableau |
| 15 | 23/03/2010 | Sony Ericsson Open, Miami                  | PREMIER*  | 4 500 000 $  | Dur (ext.)      | Kim Clijsters        | Venus Williams       | 6-2, 6-1       | Tableau |
| 16 | 05/04/2010 | Andalucia Tennis Experience, Marbella      | Intern'l  | 220 000 $    | Terre (ext.)    | Flavia Pennetta      | Carla Suárez Navarro | 6-2, 4-6, 6-3  | Tableau |
| 17 | 05/04/2010 | MPS Group Championships, Ponte Vedra Beach | Intern'l  | 220 000 $    | Terre (ext.)    | Caroline Wozniacki   | Olga Govortsova      | 6-2, 7-5       | Tableau |
| 18 | 12/04/2010 | Family Circle Cup, Charleston              | Premier   | 700 000 $    | Terre (ext.)    | Samantha Stosur      | Vera Zvonareva       | 6-0, 6-3       | Tableau |
| 19 | 12/04/2010 | Barcelona Ladies Open, Barcelone           | Intern'l  | 220 000 $    | Terre (ext.)    | Francesca Schiavone  | Roberta Vinci        | 6-1, 6-1       | Tableau |
| 20 | 26/04/2010 | Porsche Tennis Grand Prix, Stuttgart       | Premier   | 700 000 $    | Terre (int.)    | Justine Henin        | Samantha Stosur      | 6-4, 2-6, 6-1  | Tableau |
| 21 | 26/04/2010 | GP Princesse Lalla Meryem, Fès             | Intern'l  | 220 000 $    | Terre (ext.)    | Iveta Benešová       | Simona Halep         | 6-4, 6-2       | Tableau |
| 22 | 03/05/2010 | Internazionali BNL d'Italia, Rome          | Premier 5 | 2 000 000 $  | Terre (ext.)    | María José Martínez  | Jelena Janković      | 7-65, 7-5      | Tableau |
| 23 | 03/05/2010 | Estoril Open, Estoril                      | Intern'l  | 220 000 $    | Terre (ext.)    | Anastasija Sevastova | Arantxa Parra        | 6-2, 7-5       | Tableau |
| 24 | 09/05/2010 | Mutua Madrileña Open, Madrid               | PREMIER*  | 4 500 000 $  | Terre (ext.)    | Aravane Rezaï        | Venus Williams       | 6-2, 7-5       | Tableau |
| 25 | 17/05/2010 | Polsat Warsaw Open, Varsovie               | Premier   | 600 000 $    | Terre (ext.)    | Alexandra Dulgheru   | Zheng Jie            | 6-3, 6-4       | Tableau |
| 26 | 17/05/2010 | Internationaux de Strasbourg, Strasbourg   | Intern'l  | 220 000 $    | Terre (ext.)    | Maria Sharapova      | Kristina Barrois     | 7-5, 6-1       | Tableau |
| 27 | 23/05/2010 | Roland-Garros, Paris                       | G. Chelem | 9 938 926 $  | Terre (ext.)    | Francesca Schiavone  | Samantha Stosur      | 6-4, 7-62      | Tableau |
| 28 | 07/06/2010 | Aegon Classic, Birmingham                  | Intern'l  | 220 000 $    | Gazon (ext.)    | Li Na                | Maria Sharapova      | 7-5, 6-1       | Tableau |
| 29 | 13/06/2010 | Unicef Open, Bois-le-Duc                   | Intern'l  | 220 000 $    | Gazon (ext.)    | Justine Henin        | Andrea Petkovic      | 3-6, 6-3, 6-4  | Tableau |
| 30 | 14/06/2010 | AEGON International, Eastbourne            | Premier   | 600 000 $    | Gazon (ext.)    | Ekaterina Makarova   | Victoria Azarenka    | 7-65, 6-4      | Tableau |
| 31 | 21/06/2010 | The Championships, Wimbledon               | G. Chelem | 9 781 631 $  | Gazon (ext.)    | Serena Williams      | Vera Zvonareva       | 6-3, 6-2       | Tableau |
| 32 | 05/07/2010 | GDF Suez Grand Prix, Budapest              | Intern'l  | 220 000 $    | Terre (ext.)    | Ágnes Szávay         | Patty Schnyder       | 6-2, 6-4       | Tableau |
| 33 | 05/07/2010 | Collector Swedish Open Women, Båstad       | Intern'l  | 220 000 $    | Terre (ext.)    | Aravane Rezaï        | Gisela Dulko         | 6-3, 4-6, 6-4  | Tableau |
| 34 | 12/07/2010 | XXIII Internazionali Femminili, Palerme    | Intern'l  | 220 000 $    | Terre (ext.)    | Kaia Kanepi          | Flavia Pennetta      | 6-4, 6-3       | Tableau |
| 35 | 12/07/2010 | ECM Open, Prague                           | Intern'l  | 220 000 $    | Terre (ext.)    | Ágnes Szávay         | Barbora Z. Strýcová  | 6-2, 1-6, 6-2  | Tableau |
| 36 | 19/07/2010 | Banka Koper Slovenia Open, Portorož        | Intern'l  | 220 000 $    | Dur (ext.)      | Anna Chakvetadze     | Johanna Larsson      | 6-1, 6-2       | Tableau |
| 37 | 19/07/2010 | Gastein Ladies, Bad Gastein                | Intern'l  | 220 000 $    | Terre (ext.)    | Julia Görges         | Timea Bacsinszky     | 6-1, 6-4       | Tableau |
| 38 | 26/07/2010 | Bank of the West Classic, Stanford         | Premier   | 700 000 $    | Dur (ext.)      | Victoria Azarenka    | Maria Sharapova      | 6-4, 6-1       | Tableau |
| 39 | 26/07/2010 | Istanbul Cup, Istanbul                     | Intern'l  | 220 000 $    | Dur (ext.)      | A. Pavlyuchenkova    | Elena Vesnina        | 5-7, 7-5, 6-4  | Tableau |
| 40 | 02/08/2010 | Mercury Insurance Open, San Diego          | Premier   | 700 000 $    | Dur (ext.)      | Svetlana Kuznetsova  | Agnieszka Radwańska  | 6-4, 6-77, 6-3 | Tableau |
| 41 | 02/08/2010 | e-Boks Sony Ericsson Open, Copenhague      | Intern'l  | 220 000 $    | Dur (int.)      | Caroline Wozniacki   | Klára Zakopalová     | 6-2, 7-65      | Tableau |
| 42 | 09/08/2010 | Western & Southern Open, Cincinnati        | Premier 5 | 2 000 000 $  | Dur (ext.)      | Kim Clijsters        | Maria Sharapova      | 2-6, 7-64, 6-2 | Tableau |
| 43 | 16/08/2010 | Coupe Rogers, Montréal                     | Premier 5 | 2 000 000 $  | Dur (ext.)      | Caroline Wozniacki   | Vera Zvonareva       | 6-3, 6-2       | Tableau |
| 44 | 23/08/2010 | Pilot Pen Tennis at Yale, New Haven        | Premier   | 600 000 $    | Dur (ext.)      | Caroline Wozniacki   | Nadia Petrova        | 6-3, 3-6, 6-3  | Tableau |
| 45 | 30/08/2010 | US Open, Flushing Meadows                  | G. Chelem | 10 258 000 $ | Dur (ext.)      | Kim Clijsters        | Vera Zvonareva       | 6-2, 6-1       | Tableau |
| 46 | 13/09/2010 | Challenge Bell, Québec                     | Intern'l  | 220 000 $    | Moquette (int.) | Tamira Paszek        | Bethanie Mattek      | 7-66, 2-6, 7-5 | Tableau |
| 47 | 13/09/2010 | International Women’s Open, Guangzhou      | Intern'l  | 220 000 $    | Dur (ext.)      | Jarmila Gajdošová    | Alla Kudryavtseva    | 6-1, 6-4       | Tableau |
| 48 | 20/09/2010 | Tashkent Open, Tachkent                    | Intern'l  | 220 000 $    | Dur (ext.)      | Alla Kudryavtseva    | Elena Vesnina        | 6-4, 6-4       | Tableau |
| 49 | 20/09/2010 | Hansol Korea Open, Séoul                   | Intern'l  | 220 000 $    | Dur (ext.)      | Alisa Kleybanova     | Klára Zakopalová     | 6-1, 6-3       | Tableau |
| 50 | 26/09/2010 | Toray Pan Pacific Open, Tokyo              | Premier 5 | 2 000 000 $  | Dur (ext.)      | Caroline Wozniacki   | Elena Dementieva     | 1-6, 6-2, 6-3  | Tableau |
| 51 | 02/10/2010 | China Open, Pékin                          | PREMIER*  | 4 500 000 $  | Dur (ext.)      | Caroline Wozniacki   | Vera Zvonareva       | 6-3, 3-6, 6-3  | Tableau |
| 52 | 11/10/2010 | HP Japan Women's Open Tennis, Osaka        | Intern'l  | 220 000 $    | Dur (ext.)      | Tamarine Tanasugarn  | Kimiko Date-Krumm    | 7-5, 6-74, 6-1 | Tableau |
| 53 | 11/10/2010 | Generali Ladies, Linz                      | Intern'l  | 220 000 $    | Dur (int.)      | Ana Ivanović         | Patty Schnyder       | 6-1, 6-2       | Tableau |
| 54 | 18/10/2010 | Kremlin Cup, Moscou                        | Premier   | 1 000 000 $  | Dur (int.)      | Victoria Azarenka    | Maria Kirilenko      | 6-3, 6-4       | Tableau |
| 55 | 18/10/2010 | BGL Open, Luxembourg                       | Intern'l  | 220 000 $    | Dur (int.)      | Roberta Vinci        | Julia Görges         | 6-3, 6-4       | Tableau |
| 56 | 26/10/2010 | WTA Championships, Doha                    | Masters   | 4 550 000 $  | Dur (ext.)      | Kim Clijsters        | Caroline Wozniacki   | 6-3, 5-7, 6-3  | Tableau |
| 57 | 04/11/2010 | C. Bank Tournament of Champions, Bali      | Intern'l  | 600 000 $    | Dur (int.)      | Ana Ivanović         | Alisa Kleybanova     | 6-2, 7-65      | Tableau |

### Double
| No | Date       | Nom et lieu du tournoi                    | Catégorie | Dotation     | Surface         | Vainqueures                           | Finalistes                              | Score             |         |
| -- | ---------- | ----------------------------------------- | --------- | ------------ | --------------- | ------------------------------------- | --------------------------------------- | ----------------- | ------- |
| 1  | 04/01/2010 | ASB Classic Auckland                      | Intern'l  | 220 000 $    | Dur (ext.)      | Cara Black Liezel Huber               | Natalie Grandin Laura Granville         | 7-64, 6-2         | Tableau |
| 2  | 04/01/2010 | Brisbane International Brisbane           | Intern'l  | 220 000 $    | Dur (ext.)      | Andrea Hlaváčková Lucie Hradecká      | Melinda Czink Arantxa Parra             | 2-6, 7-63, [10-4] | Tableau |
| 3  | 10/01/2010 | Medibank International Sydney             | Premier   | 600 000 $    | Dur (ext.)      | Cara Black Liezel Huber               | Tathiana Garbin Nadia Petrova           | 6-1, 3-6, [10-3]  | Tableau |
| 4  | 11/01/2010 | Moorilla International Hobart             | Intern'l  | 220 000 $    | Dur (ext.)      | Chuang Chia-Jung Květa Peschke        | Chan Yung-Jan Monica Niculescu          | 3-6, 6-3, [10-7]  | Tableau |
| 5  | 18/01/2010 | Australian Open Melbourne                 | G. Chelem | 9 264 098 $  | Dur (ext.)      | Serena Williams Venus Williams        | Cara Black Liezel Huber                 | 6-4, 6-3          | Tableau |
| 6  | 08/02/2010 | Open GDF Suez Paris                       | Premier   | 700 000 $    | Dur (int.)      | Iveta Benešová Barbora Z. Strýcová    | Cara Black Liezel Huber                 | Forfait           | Tableau |
| 7  | 08/02/2010 | PTT Women's Open Pattaya                  | Intern'l  | 220 000 $    | Dur (ext.)      | Marina Erakovic Tamarine Tanasugarn   | Anna Chakvetadze Ksenia Pervak          | 7-5, 6-1          | Tableau |
| 8  | 14/02/2010 | Barclays Tennis Championships Dubaï       | Premier 5 | 2 000 000 $  | Dur (ext.)      | Nuria Llagostera María José Martínez  | Květa Peschke Katarina Srebotnik        | 7-65, 6-4         | Tableau |
| 9  | 15/02/2010 | M. Keegan & Cellular South Cup Memphis    | Intern'l  | 220 000 $    | Dur (int.)      | Vania King Michaëlla Krajicek         | Bethanie Mattek Meghann Shaughnessy     | 7-5, 6-2          | Tableau |
| 10 | 15/02/2010 | Copa BBVA-Colsanitas Bogota               | Intern'l  | 220 000 $    | Terre (ext.)    | Gisela Dulko Edina Gallovits          | Olga Savchuk Anastasiya Yakimova        | 6-2, 7-66         | Tableau |
| 11 | 22/02/2010 | Abierto Mexicano Telcel HSBC Acapulco     | Intern'l  | 220 000 $    | Terre (ext.)    | Polona Hercog Barbora Z. Strýcová     | Sara Errani Roberta Vinci               | 2-6, 6-1, [10-2]  | Tableau |
| 12 | 22/02/2010 | Malaysian Open Kuala Lumpur               | Intern'l  | 220 000 $    | Dur (ext.)      | Chan Yung-Jan Zheng Jie               | Anastasia Rodionova Arina Rodionova     | 6-74, 6-2, [10-7] | Tableau |
| 13 | 01/03/2010 | Abierto Monterrey Monterrey               | Intern'l  | 220 000 $    | Dur (ext.)      | Iveta Benešová Barbora Z. Strýcová    | Anna-Lena Grönefeld Vania King          | 3-6, 6-4, [10-8]  | Tableau |
| 14 | 10/03/2010 | BNP Paribas Open Indian Wells             | PREMIER*  | 4 500 000 $  | Dur (ext.)      | Květa Peschke Katarina Srebotnik      | Nadia Petrova Samantha Stosur           | 6-4, 2-6, [10-5]  | Tableau |
| 15 | 23/03/2010 | Sony Ericsson Open Miami                  | PREMIER*  | 4 500 000 $  | Dur (ext.)      | Gisela Dulko Flavia Pennetta          | Nadia Petrova Samantha Stosur           | 6-3, 4-6, [10-7]  | Tableau |
| 16 | 05/04/2010 | Andalucia Tennis Experience Marbella      | Intern'l  | 220 000 $    | Terre (ext.)    | Sara Errani Roberta Vinci             | Maria Kondratieva Yaroslava Shvedova    | 6-4, 6-2          | Tableau |
| 17 | 05/04/2010 | MPS Group Championships Ponte Vedra Beach | Intern'l  | 220 000 $    | Terre (ext.)    | Bethanie Mattek Yan Zi                | Chuang Chia-Jung Peng Shuai             | 4-6, 6-4, [10-8]  | Tableau |
| 18 | 12/04/2010 | Family Circle Cup Charleston              | Premier   | 700 000 $    | Terre (ext.)    | Liezel Huber Nadia Petrova            | Vania King Michaëlla Krajicek           | 6-3, 6-4          | Tableau |
| 19 | 12/04/2010 | Barcelona Ladies Open Barcelone           | Intern'l  | 220 000 $    | Terre (ext.)    | Sara Errani Roberta Vinci             | Timea Bacsinszky Tathiana Garbin        | 6-1, 3-6, [10-2]  | Tableau |
| 20 | 26/04/2010 | Porsche Tennis Grand Prix Stuttgart       | Premier   | 700 000 $    | Terre (int.)    | Gisela Dulko Flavia Pennetta          | Květa Peschke Katarina Srebotnik        | 3-6, 7-63, [10-5] | Tableau |
| 21 | 26/04/2010 | GP Princesse Lalla Meryem Fès             | Intern'l  | 220 000 $    | Terre (ext.)    | Iveta Benešová Anabel Medina          | Lucie Hradecká Renata Voráčová          | 6-3, 6-1          | Tableau |
| 22 | 03/05/2010 | Internazionali BNL d'Italia Rome          | Premier 5 | 2 000 000 $  | Terre (ext.)    | Gisela Dulko Flavia Pennetta          | Nuria Llagostera María José Martínez    | 6-4, 6-2          | Tableau |
| 23 | 03/05/2010 | Estoril Open Estoril                      | Intern'l  | 220 000 $    | Terre (ext.)    | Sorana Cîrstea Anabel Medina          | Vitalia Diatchenko Aurélie Védy         | 6-1, 7-5          | Tableau |
| 24 | 09/05/2010 | Mutua Madrileña Open Madrid               | PREMIER*  | 4 500 000 $  | Terre (ext.)    | Serena Williams Venus Williams        | Gisela Dulko Flavia Pennetta            | 6-2, 7-5          | Tableau |
| 25 | 17/05/2010 | Polsat Warsaw Open Varsovie               | Premier   | 600 000 $    | Terre (ext.)    | Virginia Ruano Meghann Shaughnessy    | Cara Black Yan Zi                       | 6-3, 6-4          | Tableau |
| 26 | 17/05/2010 | Internationaux de Strasbourg Strasbourg   | Intern'l  | 220 000 $    | Terre (ext.)    | Alizé Cornet Vania King               | Alla Kudryavtseva Anastasia Rodionova   | 3-6, 6-4, [10-7]  | Tableau |
| 27 | 23/05/2010 | Roland-Garros Paris                       | G. Chelem | 9 938 926 $  | Terre (ext.)    | Serena Williams Venus Williams        | Květa Peschke Katarina Srebotnik        | 6-2, 6-3          | Tableau |
| 28 | 07/06/2010 | Aegon Classic Birmingham                  | Intern'l  | 220 000 $    | Gazon (ext.)    | Cara Black Lisa Raymond               | Liezel Huber Bethanie Mattek            | 6-3, 3-2, ab.     | Tableau |
| 29 | 13/06/2010 | Unicef Open Bois-le-Duc                   | Intern'l  | 220 000 $    | Gazon (ext.)    | Alla Kudryavtseva Anastasia Rodionova | Vania King Yaroslava Shvedova           | 3-6, 6-3, [10-6]  | Tableau |
| 30 | 14/06/2010 | AEGON International Eastbourne            | Premier   | 600 000 $    | Gazon (ext.)    | Lisa Raymond Rennae Stubbs            | Květa Peschke Katarina Srebotnik        | 6-2, 2-6, [13-11] | Tableau |
| 31 | 21/06/2010 | The Championships Wimbledon               | G. Chelem | 9 781 631 $  | Gazon (ext.)    | Vania King Yaroslava Shvedova         | Elena Vesnina Vera Zvonareva            | 7-66, 6-2         | Tableau |
| 32 | 05/07/2010 | Collector Swedish Open Women Båstad       | Intern'l  | 220 000 $    | Terre (ext.)    | Gisela Dulko Flavia Pennetta          | Renata Voráčová Barbora Z. Strýcová     | 7-60, 6-0         | Tableau |
| 33 | 05/07/2010 | GDF Suez Grand Prix Budapest              | Intern'l  | 220 000 $    | Terre (ext.)    | Timea Bacsinszky Tathiana Garbin      | Sorana Cîrstea Anabel Medina            | 6-3, 6-3          | Tableau |
| 34 | 12/07/2010 | ECM Open Prague                           | Intern'l  | 220 000 $    | Terre (ext.)    | Timea Bacsinszky Tathiana Garbin      | Monica Niculescu Ágnes Szávay           | 7-5, 7-64         | Tableau |
| 35 | 12/07/2010 | XXIII Internazionali Femminili Palerme    | Intern'l  | 220 000 $    | Terre (ext.)    | Alberta Brianti Sara Errani           | Jill Craybas Julia Görges               | 6-4, 6-1          | Tableau |
| 36 | 19/07/2010 | Banka Koper Slovenia Open Portorož        | Intern'l  | 220 000 $    | Dur (ext.)      | Maria Kondratieva Vladimíra Uhlířová  | Anna Chakvetadze Marina Erakovic        | 6-4, 2-6, [10-7]  | Tableau |
| 37 | 19/07/2010 | Gastein Ladies Bad Gastein                | Intern'l  | 220 000 $    | Terre (ext.)    | Lucie Hradecká Anabel Medina          | Timea Bacsinszky Tathiana Garbin        | 6-72, 6-1, [10-5] | Tableau |
| 38 | 26/07/2010 | Bank of the West Classic Stanford         | Premier   | 700 000 $    | Dur (ext.)      | Lindsay Davenport Liezel Huber        | Chan Yung-Jan Zheng Jie                 | 7-5, 6-78, [10-8] | Tableau |
| 39 | 26/07/2010 | Istanbul Cup Istanbul                     | Intern'l  | 220 000 $    | Dur (ext.)      | Eléni Daniilídou Jasmin Wöhr          | Maria Kondratieva Vladimíra Uhlířová    | 6-4, 1-6, [11-9]  | Tableau |
| 40 | 02/08/2010 | Mercury Insurance Open San Diego          | Premier   | 700 000 $    | Dur (ext.)      | Maria Kirilenko Zheng Jie             | Lisa Raymond Rennae Stubbs              | 6-4, 6-4          | Tableau |
| 41 | 02/08/2010 | e-Boks Sony Ericsson Open Copenhague      | Intern'l  | 220 000 $    | Dur (int.)      | Julia Görges Anna-Lena Grönefeld      | Vitalia Diatchenko Tatiana Poutchek     | 6-4, 6-4          | Tableau |
| 42 | 09/08/2010 | Western & Southern Open Cincinnati        | Premier 5 | 2 000 000 $  | Dur (ext.)      | Victoria Azarenka Maria Kirilenko     | Lisa Raymond Rennae Stubbs              | 7-64, 7-68        | Tableau |
| 43 | 16/08/2010 | Coupe Rogers Montréal                     | Premier 5 | 2 000 000 $  | Dur (ext.)      | Gisela Dulko Flavia Pennetta          | Květa Peschke Katarina Srebotnik        | 7-5, 3-6, [12-10] | Tableau |
| 44 | 23/08/2010 | Pilot Pen Tennis at Yale New Haven        | Premier   | 600 000 $    | Dur (ext.)      | Květa Peschke Katarina Srebotnik      | Bethanie Mattek Meghann Shaughnessy     | 7-5, 6-0          | Tableau |
| 45 | 30/08/2010 | US Open Flushing Meadows                  | G. Chelem | 10 258 000 $ | Dur (ext.)      | Vania King Yaroslava Shvedova         | Liezel Huber Nadia Petrova              | 2-6, 6-4, 7-64    | Tableau |
| 46 | 13/09/2010 | Challenge Bell Québec                     | Intern'l  | 220 000 $    | Moquette (int.) | Sofia Arvidsson Johanna Larsson       | Bethanie Mattek Barbora Z. Strýcová     | 6-1, 2-6, [10-6]  | Tableau |
| 47 | 13/09/2010 | International Women’s Open Guangzhou      | Intern'l  | 220 000 $    | Dur (ext.)      | Edina Gallovits Sania Mirza           | Han Xinyun Liu Wan-Ting                 | 7-5, 6-3          | Tableau |
| 48 | 20/09/2010 | Tashkent Open Tachkent                    | Intern'l  | 220 000 $    | Dur (ext.)      | Alexandra Panova Tatiana Poutchek     | Alexandra Dulgheru Magdaléna Rybáriková | 6-3, 6-4          | Tableau |
| 49 | 20/09/2010 | Hansol Korea Open Séoul                   | Intern'l  | 220 000 $    | Dur (ext.)      | Julia Görges Polona Hercog            | Natalie Grandin Vladimíra Uhlířová      | 6-3, 6-4          | Tableau |
| 50 | 26/09/2010 | Toray Pan Pacific Open Tokyo              | Premier 5 | 2 000 000 $  | Dur (ext.)      | Iveta Benešová Barbora Z. Strýcová    | Shahar Peer Peng Shuai                  | 6-4, 4-6, [10-8]  | Tableau |
| 51 | 02/10/2010 | China Open Pékin                          | PREMIER*  | 4 500 000 $  | Dur (ext.)      | Chuang Chia-Jung Olga Govortsova      | Gisela Dulko Flavia Pennetta            | 7-62, 1-6, [10-7] | Tableau |
| 52 | 11/10/2010 | HP Japan Women's Open Tennis Osaka        | Intern'l  | 220 000 $    | Dur (ext.)      | Chang Kai-Chen Lilia Osterloh         | Shuko Aoyama Rika Fujiwara              | 6-0, 6-3          | Tableau |
| 53 | 11/10/2010 | Generali Ladies Linz                      | Intern'l  | 220 000 $    | Dur (int.)      | Renata Voráčová Barbora Z. Strýcová   | Květa Peschke Katarina Srebotnik        | 7-5, 7-66         | Tableau |
| 54 | 18/10/2010 | Kremlin Cup Moscou                        | Premier   | 1 000 000 $  | Dur (int.)      | Gisela Dulko Flavia Pennetta          | Sara Errani María José Martínez         | 6-3, 2-6, [10-6]  | Tableau |
| 55 | 18/10/2010 | BGL Open Luxembourg                       | Intern'l  | 220 000 $    | Dur (int.)      | Timea Bacsinszky Tathiana Garbin      | Iveta Benešová Barbora Z. Strýcová      | 6-4, 6-4          | Tableau |
| 56 | 26/10/2010 | WTA Championships Doha                    | Masters   | 4 550 000 $  | Dur (ext.)      | Gisela Dulko Flavia Pennetta          | Květa Peschke Katarina Srebotnik        | 7-5, 6-4          | Tableau |

### Double mixte
| No | Date       | Nom et lieu du tournoi        | Catégorie | Dotation     | Surface      | Vainqueures                       | Finalistes                           | Score             |         |
| -- | ---------- | ----------------------------- | --------- | ------------ | ------------ | --------------------------------- | ------------------------------------ | ----------------- | ------- |
| 1  | 02/01/2010 | Hyundai Hopman Cup XXII Perth | ITF       | 1 000 000 $  | Dur (int.)   | María José Martínez Tommy Robredo | Laura Robson Andy Murray             | 2 matchs à 1      | Tableau |
| 2  | 18/01/2010 | Australian Open Melbourne     | G. Chelem | 9 264 098 $  | Dur (ext.)   | Cara Black Leander Paes           | Ekaterina Makarova Jaroslav Levinský | 7-5, 6-3          | Tableau |
| 3  | 23/05/2010 | Roland-Garros Paris           | G. Chelem | 9 938 926 $  | Terre (ext.) | Katarina Srebotnik Nenad Zimonjić | Yaroslava Shvedova Julian Knowle     | 4-6, 7-65, [11-9] | Tableau |
| 4  | 21/06/2010 | The Championships Wimbledon   | G. Chelem | 9 781 631 $  | Gazon (ext.) | Cara Black Leander Paes           | Lisa Raymond Wesley Moodie           | 6-4, 7-65         | Tableau |
| 5  | 30/08/2010 | US Open Flushing Meadows      | G. Chelem | 10 258 000 $ | Dur (ext.)   | Liezel Huber Bob Bryan            | Květa Peschke Aisam-Ul-Haq Qureshi   | 6-4, 6-4          | Tableau |

## Classements de fin de saison
| Rang | Joueuse             |
| ---- | ------------------- |
| 1    | Caroline Wozniacki  |
| 2    | Vera Zvonareva      |
| 3    | Kim Clijsters       |
| 4    | Serena Williams     |
| 5    | Venus Williams      |
| 6    | Samantha Stosur     |
| 7    | Francesca Schiavone |
| 8    | Jelena Janković     |
| 9    | Elena Dementieva    |
| 10   | Victoria Azarenka   |
| 11   | Li Na               |
| 12   | Justine Henin       |
| 13   | Shahar Peer         |
| 14   | Agnieszka Radwańska |
| 15   | Nadia Petrova       |
| 16   | Marion Bartoli      |
| 17   | Ana Ivanović        |
| 18   | Maria Sharapova     |
| 19   | Aravane Rezaï       |
| 20   | Maria Kirilenko     |

| Rang | Joueuse                     |
| ---- | --------------------------- |
| 1    | Gisela Dulko                |
| 2    | Flavia Pennetta             |
| 3    | Liezel Huber                |
| 4    | Vania King                  |
| 5    | Květa Peschke               |
| 6    | Katarina Srebotnik          |
| 7    | Yaroslava Shvedova          |
| 8    | Nadia Petrova               |
| 9    | Lisa Raymond                |
| 10   | Rennae Stubbs               |
| 11   | Serena Williams             |
| 11   | Venus Williams              |
| 13   | Cara Black                  |
| 14   | Maria Kirilenko             |
| 15   | María José Martínez Sánchez |
| 16   | Zheng Jie                   |
| 17   | Bethanie Mattek-Sands       |
| 18   | Chan Yung-Jan               |
| 19   | Nuria Llagostera Vives      |
| 20   | Barbora Záhlavová Strýcová  |

## Fed Cup
| Date     | Lieu                              | Surf.      | Vainqueur                                                     | Finaliste                                                        | Score |         |
| 06/11/10 | San Diego, San Diego Sports Arena | Dur (int.) | Francesca Schiavone Flavia Pennetta Roberta Vinci Sara Errani | Bethanie Mattek-Sands Melanie Oudin Coco Vandeweghe Liezel Huber | 3-1   | Tableau |

## Informations statistiques
| Joueuse                  | Nombre | Titres                                                          |
| ------------------------ | ------ | --------------------------------------------------------------- |
| Caroline Wozniacki       | 6      | Ponte Vedra Beach, Copenhague, Montréal New Haven, Tokyo, Pékin |
| Kim Clijsters            | 5      | Brisbane, Miami, Cincinnati US Open, Masters                    |
| Victoria Azarenka        | 2      | Stanford, Moscou                                                |
| Elena Dementieva         | 2      | Sydney, Paris                                                   |
| Justine Henin            | 2      | Stuttgart, Bois-le-Duc                                          |
| Ana Ivanović             | 2      | Linz, Bali                                                      |
| Alisa Kleybanova         | 2      | Kuala Lumpur, Séoul                                             |
| Anastasia Pavlyuchenkova | 2      | Monterrey, Istanbul                                             |
| Aravane Rezaï            | 2      | Madrid, Båstad                                                  |
| Francesca Schiavone      | 2      | Barcelone, Roland-Garros                                        |
| Maria Sharapova          | 2      | Memphis, Strasbourg                                             |
| Ágnes Szávay             | 2      | Budapest, Prague                                                |
| Serena Williams          | 2      | Open d'Australie, Wimbledon                                     |
| Venus Williams           | 2      | Dubaï, Acapulco                                                 |

| Joueuse                  | Début de carrière | Premier tournoi |
| ------------------------ | ----------------- | --------------- |
| Mariana Duque Mariño     | 2005              | Bogota          |
| Julia Görges             | 2005              | Bad Gastein     |
| Jarmila Groth            | 2005              | Canton          |
| Kaia Kanepi              | 2000              | Palerme         |
| Alisa Kleybanova         | 2003              | Kuala Lumpur    |
| Alla Kudryavtseva        | 2005              | Tashkent        |
| Ekaterina Makarova       | 2004              | Eastbourne      |
| Anastasia Pavlyuchenkova | 2005              | Monterrey       |
| Anastasija Sevastova     | 2006              | Estoril         |

| Pays        | Nombre | Titres |
| ----------- | ------ | --- |
| Russie      | 13     | Sydney, Pattaya, Paris, Memphis, Kuala Lumpur, Monterrey, Strasbourg, Eastbourne, Portorož, Istanbul, San Diego, Séoul, Tachkent |
| Belgique    | 8      | Brisbane, Auckland, Miami, Stuttgart, Bois-le-Duc, Cincinnati, US Open, Masters                                                  |
| Danemark    | 6      | Ponte Vedra Beach, Copenhague, Montréal, New Haven, Tokyo, Pékin                                                                 |
| États-Unis  | 4      | Open d'Australie, Dubaï, Acapulco, Wimbledon                                                                                     |
| Italie      | 4      | Marbella, Barcelone, Roland-Garros, Luxembourg                                                                                   |
| Serbie      | 3      | Indian Wells, Linz, Bali |
| Australie   | 2      | Charleston, Canton |
| Biélorussie | 2      | Stanford, Moscou |
| France      | 2      | Madrid, Båstad |
| Hongrie     | 2      | Budapest, Prague |
| Allemagne   | 1      | Bad Gastein |
| Autriche    | 1      | Québec |
| Chine       | 1      | Birmingham |
| Colombie    | 1      | Bogota |
| Espagne     | 1      | Rome |
| Estonie     | 1      | Palerme |
| Lettonie    | 1      | Estoril |
| Tchéquie    | 1      | Fès |
| Roumanie    | 1      | Varsovie |
| Thaïlande   | 1      | Ōsaka |
| Ukraine     | 1      | Hobart |

## Principaux retraits du circuit
- Marta Marrero, 25 ans (23 janvier)
- Nicole Vaidišová, 20 ans (17 mars)
- Camille Pin, 28 ans (28 mai)
- Elena Dementieva, 29 ans (29 octobre)
- Valérie Tétreault, 22 ans (9 décembre)